# Belgas
Los belgas (en neerlandés: Belgen, en francés: Belges, en alemán: Belgier) son los habitantes del reino de Bélgica, un estado monárquico parlamentario federal en la Europa Occidental. Los belgas son un pueblo relativamente «nuevo» históricamente. La revolución belga de 1830 conducía al establecimiento de un país independiente bajo un gobierno provisional y un congreso nacional.
El nombre «Bélgica» fue adoptado para el país, siendo derivada la palabra de la Galia Belga, una provincia romana en la parte más septentrional de la Galia que, antes de la invasión romana el 100 aC, estaba habitado por los belgae, una combinación de poblaciones celtas y germánicas.
El 1 de enero de 2010 Bélgica tenía una población de 10 839 905 habitantes, un aumento de 601 000 en comparación con el año 2000 (cuando había 10 239 085 habitantes). Entre 1990 (9 947 782 habitantes) y 2000 el aumento fue solo de 291 000. La población de Flandes, Valonia y Bruselas el 1 de enero de 2010 era de 6 251 983 (un 57,7 %), 3 498 384 (un 32,3 %) y 1 089 538 (un 10,1 %), respectivamente.

## Relaciones entre comunidades lingüísticas belgas
Los belgas son principalmente una nacionalidad o grupo de ciudadanos, por ius soli (en latín: derecho del suelo),
también conocido como ciudadanía de nacimiento, y no es un grupo étnico homogéneo.
Los belgas se conforman a partir de dos grupos lingüísticos y étnicos principales; Los flamencos de habla neerlandesa y los valones que hablan francés. Sin embargo, un tercer grupo minoritario, pero reconocido constitucionalmente, agrupa dos pequeñas áreas que hablan alemán en el este. 
La región de Bruselas-Capital ocupa una posición política y cultural única, puesto que geográficamente y lingüísticamente es un enclave bilingüe dentro de la Región flamenca monolingüe. Desde la fundación del reino de Bélgica el 1830, la ciudad de Bruselas pasó de ser casi totalmente hablando neerlandés a una ciudad multilingüe con el francés como la lengua mayoritaria y lingua franca, un proceso que se ha denominado la «francesización de Bruselas».
Desde la independencia de Bélgica el 1830, el título constitucional de la cabeza de estado belga es el «rey de los belgas» más que el «Rey de Bélgica».

### Flamencos

Bandera de Flandes, símbolo de la población flamenca de Bélgica.

Dentro de Bélgica, los flamencos, aproximadamente un 60 % de la población, forman un grupo claramente distinguible, separado por su lengua y cultura, siendo ésta neerlandófona. Aun así, cuando se compara con los Países Bajos la mayoría de estas fronteras lingüísticas y culturales se desvanecen rápidamente, puesto que los flamencos comparten la misma lengua y cultura similar o idéntica (aun así solo con la parte del sur de Países Bajos) y la religión tradicional, con los neerlandeses.
Aun así, la percepción popular de ser un político único hace variar en gran medida, dependiendo de contenido, fondo de localidad y personal. Generalmente, el flamenco se identificará raramente como neerlandés que es y viceversa, especialmente en un nivel nacional.
La consolidación de una identidad flamenca clara ha planteado cada vez más a cuestión el significado de la identidad nacional belga.

### Valones

Bandera de Valonia, símbolo de la población valona de Bélgica.

Los valones son francófonos que viven en Bélgica, principalmente en la Región Valona. Los valones son una comunidad distintiva dentro de Bélgica,
históricamente y por criterios antropológicos (religión, lengua, tradiciones, folclore) asocian los valones con el Pueblo francés
Más generalmente, el término también se refiere a los habitantes de la Región Valona. Pueden hablar lenguas regionales como el Idioma valón (con el Picardo al oeste y el lorenés al sur).

### Comunidad germanófona de Bélgica

Bandera de la Comunidad germanófona de Bélgica.

La comunidad germanófona de Bélgica es una de las tres comunidades federales constitucionalmente reconocidas de Bélgica. Cubriendo una área ligeramente inferior a los 1000 km²; dentro de la Provincia de Lieja en Valonia, incluye nueve de los once municipios de los llamados Lados Orientales y la población local ronda los 73 000 habitantes - menos del 1% del total nacional. Haciendo frontera con los Países Bajos, Alemania y Luxemburgo, el área tiene su propio parlamento y gobierno en Eupen.
La comunidad de habla alemana se compone de las partes que hablan alemán de las tierras que se anexionaron en 1920 desde Alemania. Además, en la Bélgica contemporánea hay también algunas otras áreas que hablan alemán que pertenecían a Bélgica incluso antes de 1920, pero no se consideran actualmente oficialmente parte de la comunidad que habla alemana en Bélgica: Bleiberg-welkenraat - Baelen al nordeste de la provincia de Lieja y Arelerland (ciudad de Arlon y algunos de sus pueblos próximos en Provincia de Luxemburgo del sudeste del Luxemburgo belga). Aun así, en estas localidades, la lengua alemana está altamente amenazada debido a la adopción del francés.